# Yolüstü
Yolüstü es un pueblo en el distrito de Merzifon de la provincia de Amasya. También se le conoce como Görköyü o Körköyü. En el centro del pueblo hay una antigua iglesia armenia donde se asentaron los albaneses y el jardín del monasterio con altos muros de adobe. Este es el famoso monasterio de Sulu (acuoso) de la época de Fatih Sultan Mehmet .

## Historia
Cuando el Sultán Mehmet el Conquistador era el gobernador de Amasya, su madre se tomó un descanso en el área donde se encuentra el pueblo, debido a que es una tierra muy húmeda y verde, instaló una granja aquí con sus sirvientes y algunos de sus sirvientes se establecieron aquí. e incluso en ese momento, se traía agua a la granja desde la montaña Taşan (como un manantial de trilla). lugar conocido utilizado hoy) está escrito en la historia del pueblo.

## Cultura de la comida
La principal cultura alimentaria del pueblo es Keşkek, İçi yağlı ekmek (pan graso) y Merzifon Pide (pita de merzifon).

## Geografía
Se encuentra a 46 km de Amasya y a 3,5 km del distrito de Merzifon.

## Población
| Datos de población de la aldea por años | Datos de población de la aldea por años |
| --------------------------------------- | --------------------------------------- |
| 2007                                    |                                         |
| 2000                                    | 387                                     |
| 1997                                    | 383                                     |

## Economía
La economía del pueblo se basa en la agricultura y la ganadería.

## Información de infraestructura
Hay una escuela primaria en el pueblo, pero se utiliza la educación en autobús . El pueblo tiene una red de agua potable y una red de alcantarillado . No hay sucursal de PTT ni sucursal bancaria. No hay centros de salud ni puestos de salud. El camino que da acceso al pueblo es asfaltado y hay electricidad y teléfono fijo en el pueblo.